# Один (альбом)
«Один» — перший студійний альбом українського виконавця Constantine, випущений 2 червня 2017 року на лейблі Masterskaya.

## Трек-лист
| #  | Назва           | Тривалість |
| -- | --------------- | ---------- |
| 1. | «Дороги»        | 4:12       |
| 2. | «По льду»       | 3:07       |
| 3. | «Не Понимаю»    | 3:11       |
| 4. | «Хвоя»          | 4:00       |
| 5. | «Кровожадность» | 4:32       |
| 6. | «Дождь»         | 4:11       |
| 7. | «Мара»          | 4:10       |
| 8. | «Слёзи»         | 4:09       |